# 淺川継太
淺川 継太（あさかわ けいた、1979年10月20日 - ）は、日本の小説家。山梨県山梨市出身。東京都在住。

## 来歴
山梨学院大学付属高等学校、慶應義塾大学法学部法律学科卒業。2010年、「朝が止まる」で第53回群像新人文学賞を受賞しデビュー。2014年、同作を収録した作品集『ある日の結婚』で第36回野間文芸新人賞候補。
直木賞作家の辻村深月は高校の同級生、政治家の宮川典子は高校・大学の同級生である。

## 作品

### 単行本
- 『ある日の結婚』（2014年4月、講談社）
  - ある日の結婚（『群像』2013年7月号）
  - 朝が止まる（『群像』2010年6月号）
  - 水を預かる（『群像』2011年4月号）

### アンソロジー収録
- 「通り抜ける」 - 『村上春樹への12のオマージュ いまのあなたへ』（2014年5月、NHK出版）
  - 初出:『NHKラジオ 英語で読む村上春樹』2013年4月号
- 「ある貴婦人の思い出」 - 『ベスト・エッセイ2014』（2014年6月、光村図書出版）
  - 初出:『すばる』2013年10月号
- 「おかいこさんのエレベーター」 - 『きっと、夢にみる 競作集 〈怪談実話系〉』（2015年4月、角川文庫）

### エッセイ
- 滑り台の謎（「群像」2010年8月号）
- ある日の帰郷（「文學界」2010年10月号）
- 金魚三景（「群像」2015年5月号）
- なにもない場所へ（「文學界」2015年5月号）

### その他
- 水の余裕（松波太郎『月刊「小説」』作中作[2]、2016年）

## 映像化
- 水を預かる（2013年10月12日、フジテレビ・土曜プレミアム「世にも奇妙な物語 2013年 秋の特別編」で放送。主演：香取慎吾、演出：石井克人）